# Quévy
Quévy är en kommun i Belgien.   Den ligger i provinsen Hainaut och regionen Vallonien, i den centrala delen av landet, 60 km sydväst om huvudstaden Bryssel. Antalet invånare är 7 808.
Trakten runt Quévy består till största delen av jordbruksmark. Runt Quévy är det ganska tätbefolkat, med 116 invånare per kvadratkilometer.